# 1992年冬季残疾人奥林匹克运动会法国代表团
1992年冬季残疾人奥林匹克运动会法国代表团是法国派出的1992年冬季残疾人奥林匹克运动会代表团。获得6枚金牌、4枚银牌和9枚铜牌。